# HornetQ
HornetQ és un agent de missatges o broker de codi obert emprat per a implementar un sistema de missatges assíncrons d'altes prestacions. HornetQ és un exemple d'estructura MOM (Message-oriented middleware). HornetQ li aplica la llicència Apache v2.0.

## Història i versions
- 2007, creació del programari JBoss Messaging 2.0
- 2009, canvi de nom a HornetQ 1.0
- 2015, donació del codi a la comunitat Apache ActiveMQ

## Característiques
HornetQ té les prestacions rellevants :
- Suporta els protocols STOMP i AMQP 1.0.
- Compatible 100% amb JMS.
- Capacitat de 8.2 Milions de Missatges per segon segons SpecJMS
- Suporta l'arquitectura Master/Slave.
- Suporta discovery group.
- Suporta missatges grans per a permetre enviar fitxers.
- Suporta traducció XA i JTA.
- Connectors Netty NIO sobre TCP, SSL i Servlets.
- Gestió basada en JMX.
- Suport a filtres i caràcters especials.
- Seguretat integrada amb JAAS.
- Configuració XML simple.